# Letheobia newtoni
Letheobia newtoni là một loài rắn trong họ Typhlopidae. Loài này được Bocage mô tả khoa học đầu tiên năm 1890.